# Tarache idella
Tarache idella es una especie  de polilla de la familia Noctuidae. Se encuentra en Arizona y Texas.
Tiene una envergadura de 24-27 mm. Los adultos están en el aire en septiembre.